# NGC 5589
NGC 5589 est une galaxie spirale barrée située dans la constellation de la Bouvier. Sa vitesse par rapport au fond diffus cosmologique est de 3 584 ± 13 km/s, ce qui correspond à une distance de Hubble de 52,9 ± 3,7 Mpc (∼173 millions d'al). NGC 5589 a été découverte par l'astronome germano-britannique William Herschel en 1785. Cette galaxie a aussi été observée par l'astronome britannique John Herschel le 9 mai 1826 et elle a été inscrite au New General Catalogue sous la désignation NGC 5588. Il a de nouveau observé cette même galaxie le 24 avril 1827, mais cette observation a été inscrite par John Dreyer sous la désignation NGC 5589.
La classe de luminosité de NGC 5589 est I et elle présente une large raie HI.

## Groupe de NGC 5557
Selon Abraham Mahtessian, NGC 5589 fait partie du groupe de NGC 5557, la galaxie la plus brillante de ce groupe. Ce groupe de galaxies compte au moins sept membres. Les six autres galaxies du groupe sont NGC 5529, NGC 5544, NGC 5545, NGC 5557, NGC 5590 et NGC 5596.
A. M. Garcia mentionne aussi ce groupe, mais la galaxie NGC 5529 ne figure pas dans sa liste alors que les six autres y sont.